# 奇日基夫
49°47′26″N 24°15′16″E / 49.79056°N 24.25444°E
奇日基夫（羅馬化：Chyzhykiv）是烏克蘭西部的村莊，隸屬利維夫州的利維夫區。該村始建於1410年，面積2.21平方公里，海拔高度240米，人口1,100。